# 800 mètres masculin aux championnats du monde d'athlétisme en salle 2012
Navigation
2010 2014
Le 800 mètres masculin des Championnats du monde en salle 2012 a lieu les 9 et 11 mars dans l'Ataköy Athletics Arena.

## Records et performances

### Records
Les records du 800 m hommes (mondial, des championnats et par continent) étaient avant les championnats 2012, les suivants :
| Record du monde           | Wilson Kipketer   | Danemark   | 1 min 42 s 67 | Paris         | 9 mars 1997     |
| Record des championnats   | Wilson Kipketer   | Danemark   | 1 min 42 s 67 | Paris         | 9 mars 1997     |
| Record d'Afrique          | Joseph Mutua      | Kenya      | 1 min 44 s 71 | Stuttgart     | 31 janvier 2004 |
| Record d'Asie             | Yusuf Saad Kamel  | Bahreïn    | 1 min 45 s 26 | Valence       | 9 mars 2008     |
| Record d'Amérique du Nord | Johnny Gray       | États-Unis | 1 min 45 s 00 | Sindelfingen  | 8 mars 1992     |
| Record d'Amérique du Sud  | José Luiz Barbosa | Brésil     | 1 min 45 s 43 | Le Pirée      | 8 mars 1989     |
| Record d'Europe           | Wilson Kipketer   | Danemark   | 1 min 42 s 67 | Paris         | 9 mars 1997     |
| Record d'Océanie          | Ryan Foster       | Australie  | 1 min 47 s 48 | State College | 30 janvier 2010 |

### Bilans mondiaux
Les bilans mondiaux avant la compétition étaient :
| 1  | Adam Kszczot          | Pologne     | 1 min 44 s 57 |
| 2  | Mohammed Aman         | Éthiopie    | 1 min 45 s 40 |
| 3  | Marcin Lewandowski    | Pologne     | 1 min 45 s 41 |
| 4  | Boaz Kiplagat Lalang  | Kenya       | 1 min 45 s 75 |
| 5  | Timothy Kitum         | Kenya       | 1 min 45 s 96 |
| 6  | Yuriy Borzakovskiy    | Russie      | 1 min 46 s 08 |
| 7  | Joe Thomas            | Royaume-Uni | 1 min 46 s 33 |
| 8  | Andrew Osagie         | Royaume-Uni | 1 min 46 s 53 |
| 9  | Andreas Rapatz        | Autriche    | 1 min 46 s 65 |
| 10 | Jackson Mumbwa Kivuva | Kenya       | 1 min 46 s 78 |

## Résultats

### Faits marquants
La victoire finale revient l'Éthiopien Mohammed Aman, âgé de 18 ans en 1 min 48 s 36. Il devance le Tchèque Jakub Holuša et le Britannique Andrew Osagie. Le meilleur performeur mondiale de l'année, le Polonais Adam Kszczot doit se contenter de la 4e place.

### Finale
| Rang               | Athlète            | Nation             | Temps         | Note |
| ------------------ | ------------------ | ------------------ | ------------- | ---- |
| Médaille d'or      | Mohammed Aman      | Éthiopie           | 1 min 48 s 36 |      |
| Médaille d'argent  | Jakub Holuša       | République tchèque | 1 min 48 s 62 |      |
| Médaille de bronze | Andrew Osagie      | Grande-Bretagne    | 1 min 48 s 92 |      |
| 4                  | Adam Kszczot       | Pologne            | 1 min 49 s 16 |      |
| 5                  | Jan Van den Broeck | Belgique           | 1 min 50 s 83 |      |
| 6                  | Michael Rutt       | États-Unis         | 1 min 51 s 47 |      |

### Demi-finales
| Rang | Athlète                  | Nation      | Temps         | Note |
| ---- | ------------------------ | ----------- | ------------- | ---- |
| 1    | Mohammed Aman            | Éthiopie    | 1 min 48 s 07 | Q    |
| 2    | Andrew Osagie            | Royaume-Uni | 1 min 48 s 13 | Q    |
| 3    | Timothy Kitum            | Kenya       | 1 min 48 s 22 |      |
| 4    | Antonio Manuel Reina     | Espagne     | 1 min 48 s 36 |      |
| 5    | Julius Mutekanga         | Kenya       | 1 min 49 s 32 |      |
| 6    | Musaeb Abdulrahman Balla | Qatar       | 1 min 49 s 51 |      |

| Rang | Athlète              | Nation     | Temps         | Note |
| ---- | -------------------- | ---------- | ------------- | ---- |
| 1    | Michael Rutt         | États-Unis | 1 min 48 s 88 | Q    |
| 2    | Jan van den Broeck   | Belgique   | 1 min 48 s 90 | Q    |
| 3    | Boaz Kiplagat Lalang | Kenya      | 1 min 49 s 31 |      |
| 4    | Raphael Pallitsch    | Autriche   | 1 min 49 s 42 |      |
| 5    | Rafith Rodríguez     | Colombie   | DNF           |      |
| 6    | Marcin Lewandowski   | Pologne    | DNF           |      |

| Rang | Athlète            | Nation      | Temps         | Note  |
| ---- | ------------------ | ----------- | ------------- | ----- |
| 1    | Jakub Holuša       | Tchéquie    | 1 min 47 s 23 | Q, SB |
| 2    | Adam Kszczot       | Pologne     | 1 min 47 s 70 | Q     |
| 3    | Luis Alberto Marco | Espagne     | 1 min 48 s 12 |       |
| 4    | Andreas Rapatz     | Autriche    | 1 min 48 s 15 |       |
| 5    | Joe Thomas         | Royaume-Uni | 4 min 49 s 12 |       |
| 6    | Tevan Everett      | États-Unis  | 1 min 49 s 57 |       |

### Séries
| Rang | Athlète              | Nation     | Temps         | Note |
| ---- | -------------------- | ---------- | ------------- | ---- |
| 1    | Antonio Manuel Reina | Espagne    | 1 min 50 s 02 | Q    |
| 2    | Adam Kszczot         | Pologne    | 1 min 50 s 14 | Q    |
| 3    | Tevan Everett        | États-Unis | 1 min 50 s 67 | q    |
| 4    | Nimet Gashi          | Albanie    | 1 min 54 s 70 |      |
| 5    | Gaylord Silly        | Seychelles | 1 min 54 s 93 |      |

| Rang | Athlète                  | Nation      | Temps         | Note |
| ---- | ------------------------ | ----------- | ------------- | ---- |
| 1    | Timothy Kitum            | Kenya       | 1 min 49 s 47 | Q    |
| 2    | Musaeb Abdulrahman Balla | Qatar       | 1 min 49 s 71 | Q    |
| 3    | Andrew Osagie            | Royaume-Uni | 1 min 49 s 73 | q    |
| 4    | Raphael Pallitsch        | Autriche    | 1 min 49 s 78 | q    |
| 5    | Brice Etès               | Monaco      | 1 min 52 s 93 |      |
| 6    | Arnold Sorina            | Vanuatu     | 1 min 54 s 44 |      |

| Rang | Athlète             | Nation   | Temps         | Note |
| ---- | ------------------- | -------- | ------------- | ---- |
| 1    | Jakub Holuša        | Tchéquie | 1 min 50 s 49 | Q    |
| 2    | Mohammed Aman       | Éthiopie | 1 min 50 s 56 | Q    |
| 3    | Ismail Ahmed Ismail | Soudan   | 1 min 50 s 72 |      |
| 4    | Moussa Camara       | Mali     | 1 min 52 s 62 | NR   |
| 5    | Halit Kiliç         | Turquie  | 1 min 54 s 06 |      |

| Rang | Athlète            | Nation             | Temps         | Note |
| ---- | ------------------ | ------------------ | ------------- | ---- |
| 1    | Joe Thomas         | Royaume-Uni        | 1 min 49 s 73 | Q    |
| 2    | Andreas Rapatz     | Autriche           | 1 min 49 s 89 | Q    |
| 3    | Rafith Rodríguez   | Colombie           | 1 min 50 s 02 | q    |
| 4    | Luis Alberto Marco | Espagne            | 1 min 50 s 13 | q    |
| 5    | Benjamín Enzema    | Guinée équatoriale | 1 min 58 s 19 |      |
| 6    | Kieng Samorn       | Cambodge           | 1 min 59 s 14 |      |

| Rang | Athlète            | Nation            | Temps         | Note |
| ---- | ------------------ | ----------------- | ------------- | ---- |
| 1    | Jan van den Broeck | Belgique          | 1 min 52 s 65 | Q    |
| 2    | Marcin Lewandowski | Pologne           | 1 min 52 s 67 | Q    |
| 3    | Jamaal James       | Trinité-et-Tobago | 1 min 52 s 71 |      |
| 4    | Vid Jakob Tršan    | Slovénie          | 1 min 53 s 64 |      |
| 5    | Ashot Hayrapetyan  | Arménie           | 1 min 58 s 21 |      |

| Rang | Athlète              | Nation      | Temps         | Note |
| ---- | -------------------- | ----------- | ------------- | ---- |
| 1    | Boaz Kiplagat Lalang | Kenya       | 1 min 49 s 50 | Q    |
| 2    | Michael Rutt         | États-Unis  | 1 min 49 s 72 | Q    |
| 3    | Julius Mutekanga     | Ouganda     | 1 min 49 s 81 | q    |
| 4    | Farkhod Kuralov      | Tadjikistan | 1 min 52 s 61 | NR   |
| 5    | Dustin Emrani        | Israël      | 1 min 54 s 20 |      |

## Légende
Records et Performances
- AR : Record continental (area record)
- CR : Record des championnats (championship record)
- MR : Record du meeting (meet record)
- NR : Record national (national record)
- OR : Record olympique (olympic record)
- PR : Record paralympique (paralympic record)
- PB : Record personnel (personal best)
- SB : Meilleure performance personnelle de la saison (season's best)
- WL : Meilleure performance mondiale de l'année (world leader)
- WJR : Record du monde junior (world junior record)
- WR : Record du monde (world record)

Circonstances et Conditions
- DNF : N'a pas terminé (did not finish)
- DNS : N'a pas pris le départ (did not start)
- DQ : Disqualification (disqualification)
- NM : Aucun essai valable enregistré (No Mark)
- Q : Qualifié « directement » au prochain tour (ou à la prochaine compétition), lors d'une compétition majeure, grâce au classement ou à la réalisation des minima (automatic qualifier)
- q : Qualifié au prochain tour (ou à la prochaine compétition), lors d'une compétition majeure, grâce au repêchage ou à la réalisation de l'une des meilleures performances parmi celles des « non qualifiés directement » (grâce au meilleur temps ou à la meilleure distance par exemple) (secondary qualifier)